# The way you dream
The way you dream (en español: La forma que sueñas), es una canción de Asha Bhosle, Michael Stipe y Whirimako Black del álbum 1 Giant Leap (Un salto gigante).
Es la tercera canción del álbum compuesto por música de artistas de diversas partes del mundo. Comienza con un poema, luego es cantada en idioma hindi por la artista Asha Bhosle que además recita el mantra: “Om Hari Om”, en inglés por el cantante estadounidense Michel Stipe de la banda R.E.M., y en maorí por la neozelandesa Whirimako Black.
Durante la canción se puede de escuchar tambores, flauta neozelandesa y el arpa kora.

## Galería

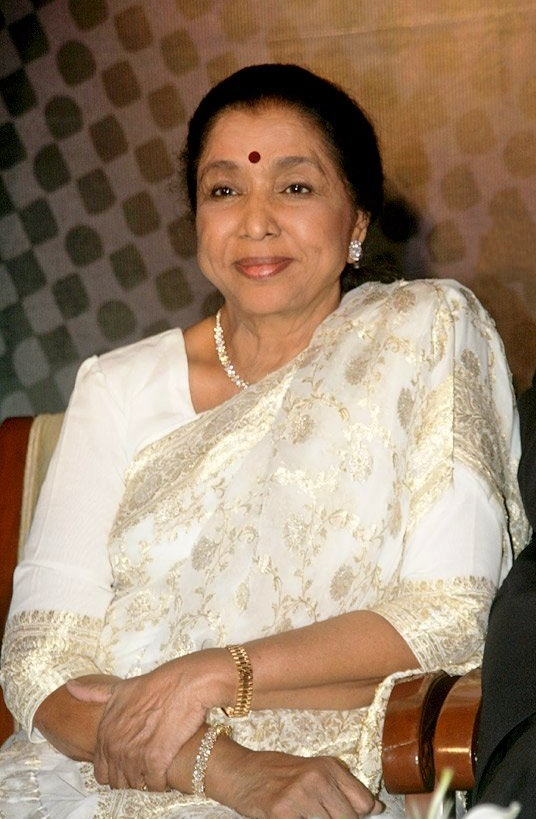
Asha Bhosle en 2008.
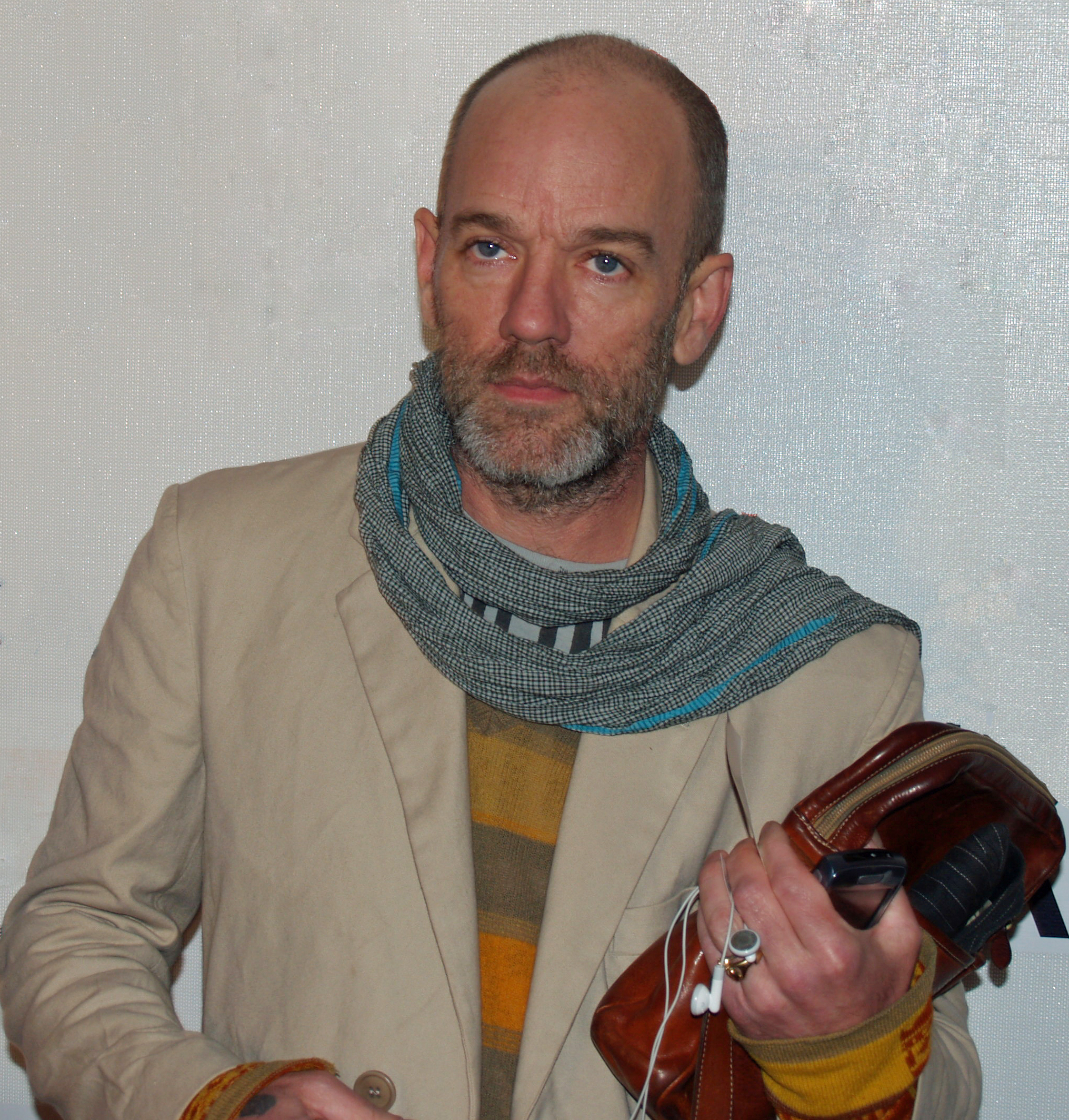
Michael Stipe en 2007.